# Eva Riera
Eva María Menéndez Riera (Gijón, 16 de mayo de 1970 - Oviedo, 13 de febrero de 2011) fue una nadadora olímpica de natación sincronizada española. Compitió representando a Brasil en los Juegos Olímpicos de Verano de 1988 en Seúl, Corea del Sur al obtener también la nacionalidad brasileña.

## Biografía
Nacida en España, a los tres años su familia se trasladó a Brasil.Durante su infancia, comenzó con la natación sincronizada en Tijuca con sus hermanas, Esther y Pilar.Completó sus entrenamientos con las enseñanzas de la profesora de ballet Sonia Hercowitz. 
Antes de cumplir los diez años se transfirió al club Fluminense, donde entrenó con Magali Cremona y formó dúo con Érika McDavid.
A lo largo de su carrera deportiva, participó en varios campeonatos internacionales de sincronizada como los Campeonatos Mundiales de Natación de 1986 celebrados en España en la categoría por equipos.En 1987 fue citada en los Juegos Panamericanos cuya sede fue Indianápolis y en 1988 destacó en los Campeonatos Sudamericanos disputados en Medellín.Ese mismo año acudió a los Juegos Olímpicos de Verano en Seúl, donde formó un dúo con Érika McDavid y quedó en el puesto 12. En la categoría solista obtuvo el puesto 31.
Regresó a España en 2005 para tratarse de un cáncer de mama, que no pudo superar. Murió el 13 de febrero de 2011.